# Tišina Kaptolska
Tišina Kaptolska – wieś w Chorwacji, w żupanii sisacko-moslawińskiej, w gminie Martinska Ves. W 2011 roku liczyła 259 mieszkańców.